# 黄海路街道
黄海路街道，是中华人民共和国山東省烟台市莱山区下辖的一个乡镇级行政单位。

## 行政区划
黄海路街道下辖以下地区：
岱山社区、黄海社区、海滨社区、前七夼社区、迟家社区、清泉寨社区、埠岚社区、烟台大学社区、中国煤炭经济学院社区、电业公寓社区、闻涛山庄社区、台湾村社区、金海岸社区、万光社区和鹿鸣社区。